# Cruz de Peñalba

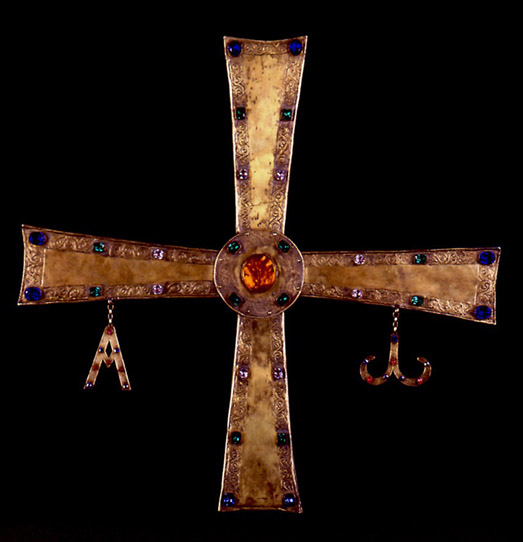
Cruz de Peñalba

La Cruz de Peñalba es una cruz votiva regalada en el siglo X por el rey leonés Ramiro II a Genadio, abad del monasterio de Santiago de Peñalba, en agradecimiento al auxilio recibido del Apóstol Santiago en la batalla de Simancas (año 939) contra Abderraman III. De dicho monasterio, fundado en el año 937, situado en el centro de la Tebaida leonesa y no muy alejado del Camino de Santiago, se conserva la iglesia mozárabe de Santiago de Peñalba, situada en el pueblo de Peñalba de Santiago. Es el principal símbolo representativo de la comarca de El Bierzo, al figurar tanto en su bandera como en su escudo.

## Contexto histórico

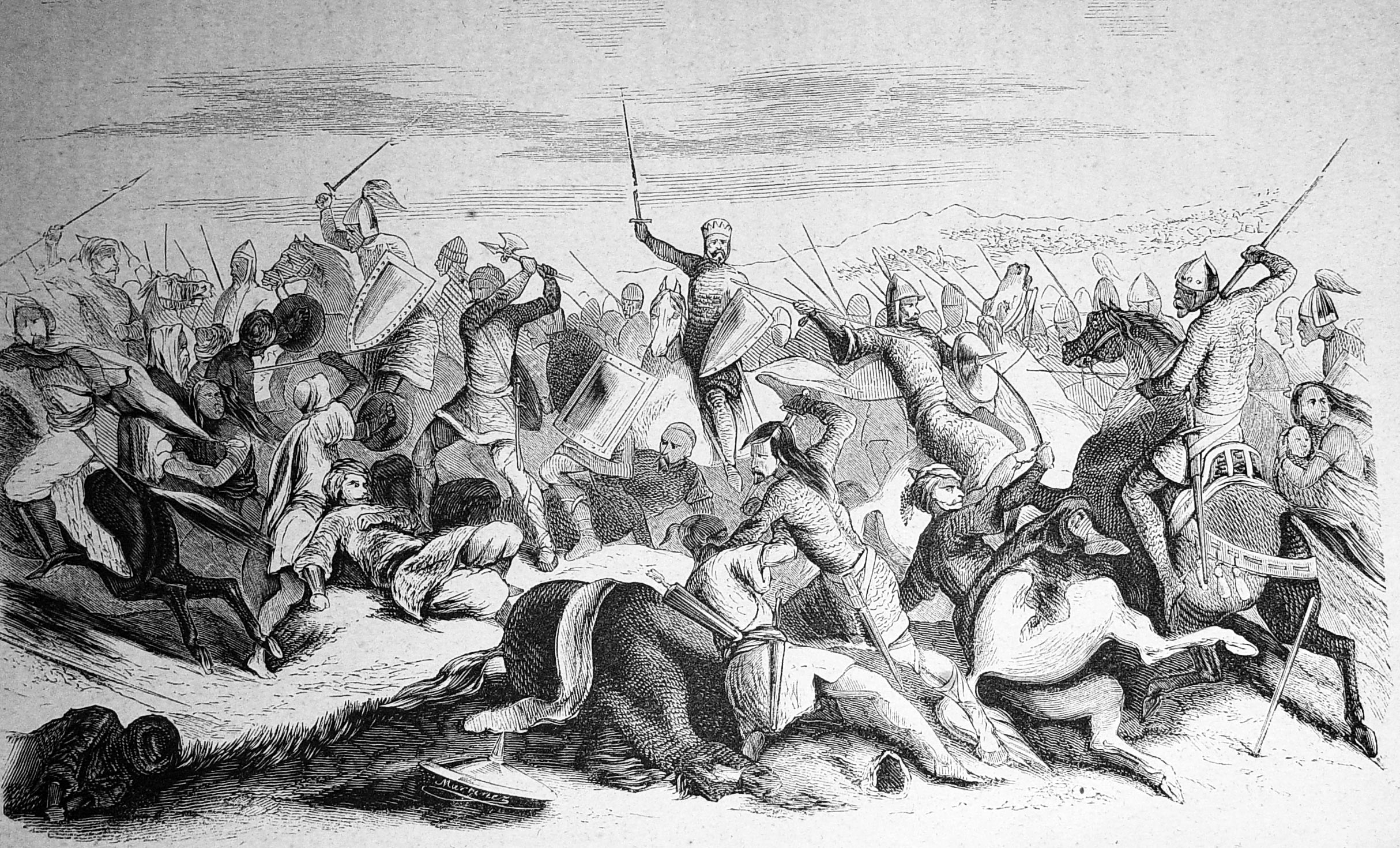
Ramiro de León derrota al cordobés junto a Simancas (1852)

La Cruz de Peñalba se inscribe en el contexto del auge del Reino de León durante el siglo X, un período marcado por intensas confrontaciones con el califato de Córdoba liderado por Abd al-Rahman III. En este marco se sitúa la batalla de Simancas (939), un enfrentamiento decisivo entre las tropas cristianas, comandadas por Ramiro II, y el ejército andalusí. La victoria cristiana no solo permitió consolidar la frontera más allá del río Duero, sino que también tuvo una profunda carga simbólica, al considerarse una señal del respaldo divino a la causa cristiana frente al poder islámico de al-Ándalus. En este contexto, el rey Ramiro II mandó elaborar la Cruz de Peñalba como agradecimiento al Apóstol Santiago, protector y guía de los ejércitos cristianos.
La cruz fue entregada a Genadio de Astorga y destinada al monasterio de Peñalba, que se había consolidado bajo la dirección de Genadio como un centro espiritual y cultural dentro de la Tebaida leonesa. Este gesto no solo subrayó la dimensión religiosa de la victoria en Simancas, sino también la estrecha relación entre el poder político y la Iglesia en el Reino de León.

## Descripción y simbología

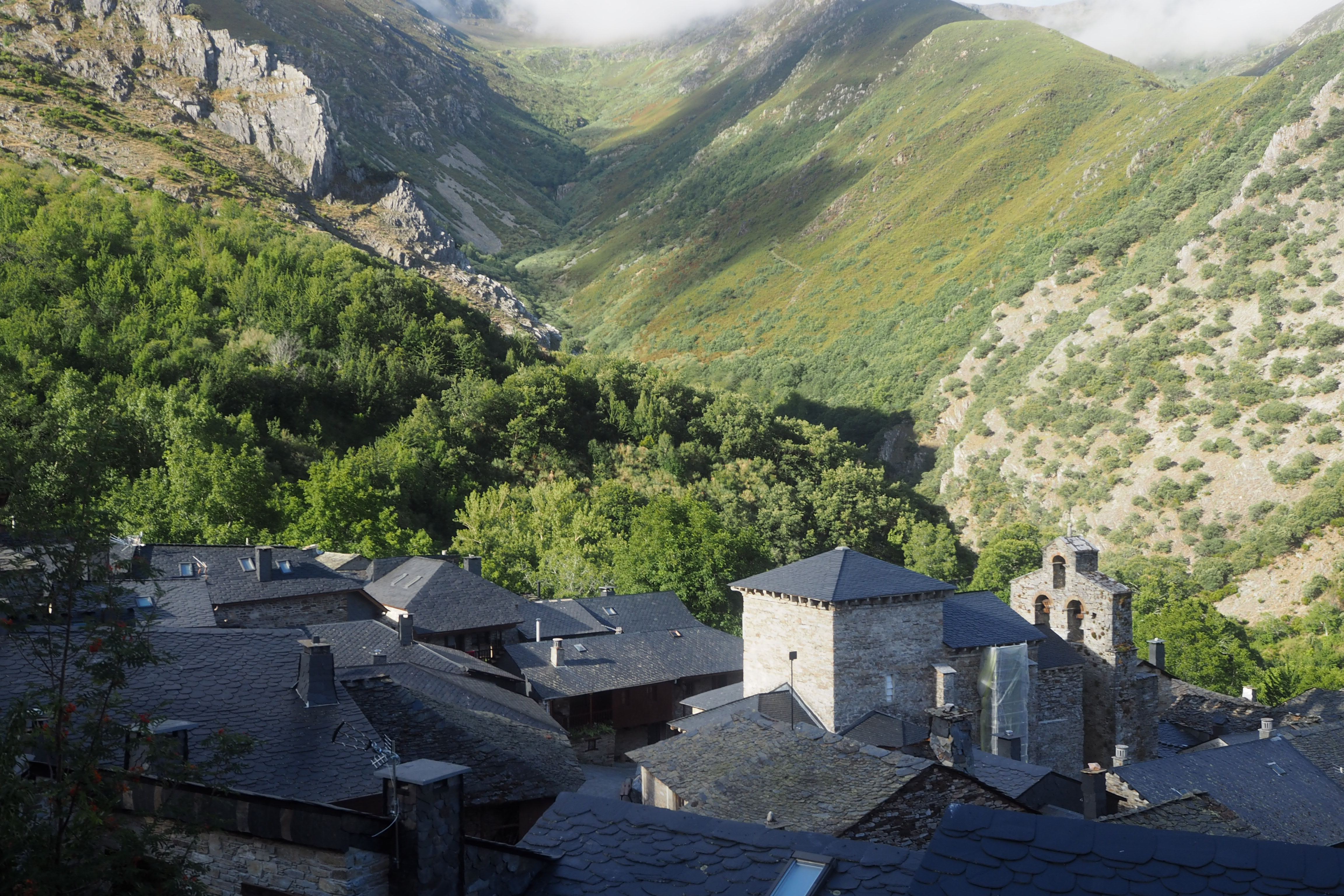
Iglesia de Santiago de Peñalba

Es una pieza de orfebrería mozárabe con forma de cruz griega, equilátera (49 x 49 cm x 0,4 cm de grosor), realizada en un material no noble, azófar u oricalco; es decir: latón. Los chatones 

de pedrería que la adornan, treinta en total, son de poco valor y no tienen carácter simbólico. Fueron añadidos posteriormente, al igual las letras alfa y omega que cuelgan de los brazos horizontales; si bien estas pudieron complementarla inicialmente y remitir al Apocalipsis de san Juan cuyo comentario iluminado, que tan amplia difusión tuvo en esa época, los conocidos beatos, reproducen la imagen de este tipo de cruz en nueve de los ejemplares conservados. 
Los brazos de láminas de latón se insertan en un disco central compuesto de dos chapas claveteadas. El anverso se orla de una cinta cincelada a base de tallos ondulados, alrededor de sus brazos, solo interrumpida en el extremo inferior. La monarquía asturleonesa recupera sin complejos la parafernalia asociada al poder real e imperial desarrollada por los reyes visigodos, de marcada influencia bizantina. Esto puede hacernos suponer que fue concebida, dada su simplicidad original, para uso procesional y como insignia real y emblema de batalla más que eclesiástico; al modo del vexillum cruciforme bizantino. Aunque también su uso como exvoto colgante deriva de estas dos fuentes. No es muy diferente por tanto de otras cruces de la época como la cruz de los Ángeles, custodiada en la Cámara Santa de Oviedo. La cruz de Peñalba es considerada la más antigua pieza del culto a Santiago del arte mozárabe; culto y patronazgo, este, que los reyes asturleoneses fomentaron, asociándolo a la dignidad real y al éxito militar de sus campañas contra el califato de Córdoba. 
En el anverso de la cruz, repartido entre los cuatro brazos, está burilado con grafía mozárabe el lema: 

"IN NOMINE DOMINI NSI / IHU XPI OBONOREM / SANCT IACOBI / APLOSTOLI RANEMIRUS REX OFRT": En nombre de Nuestro Señor / Jesucristo para honra de /  Santiago / Apóstol el Rey Ramiro (la) ofrece.

## Donación al museo de León
La Cruz de Peñalba fue donada en 1879 por Mariano Brezmes y Arredondo, obispo de Astorga (1875-1885), al Museo de León.  El Cáliz y Patena de Santiago de Peñalba, cohetáneos,  fueron llevados a Astorga y acabaron vendidos  a un anticuario por los familiares de un arzobispo de Valladolid, en el Museo del Louvre, en 1886. El erudito Ramón Álvarez de la Braña, Cronista Oficial de León, escritor y Archivero del Museo Arqueológico de León; menciona esta cesión:

"De ella [de la iglesia de Santiago de Peñalba] procede la cruz votiva de estilo bizantino, que posee el Museo Arqueológico Provincial de León y que le fue donada hace pocos meses por el Ilustrísimo Señor Obispo de Astorga".

Probablemente el propio Ramón Álvarez de la Braña participase en la adquisición a tenor de lo reflejado en el prólogo de su libro "Galicia, León y Asturias" 

“Ni debe tampoco omitirse, que el rico Museo arqueológico, establecido en León e instalado en el magnífico edificio de San Marcos, es en gran parte debido a la valiosa cooperación del Sr. Álvarez de la Braña. Que [...] Lo enriqueció con interesantes adquisiciones realizadas en varios puntos del territorio legionense."

Fue expuesta por primera vez fuera de la provincia en la Exposición Internacional de Barcelona en 1929. Para posteriores muestras, ya a finales del siglo XX, se realizó un facsímil que actualmente se exhibe en el Museo del Bierzo.

## La Cruz de Peñalba como icono del Bierzo
La Cruz de Peñalba es revindicada hoy en día como uno de los principales símbolos de identidad de la comarca del Bierzo, figurando en el centro de su  escudo y de la bandera. Es utilizada como icono identitario por distintas asociaciones, instituciones y empresas. 
Desde distintos grupos políticos y asociaciones culturales se han realizado numerosas campañas en pro de su retorno y en defensa de su valor como símbolo del territorio berciano.
El 27 de julio de 2016 el Pleno de la Diputación Provincial de León aprobó por unanimidad reclamar al Museo de León la cesión de la Cruz de Peñalba y su retorno al Bierzo.